# Les Deipnosophistes
 (novembre 2023).
Pour les articles homonymes, voir Le Banquet.
Le Banquet des sophistes, Le Banquet des sages ou Les Deipnosophistes (en grec ancien Δειπνοσοφισταί, soit en forme latinisée Deipnosophistae) est un ouvrage de l'Antiquité écrit à Rome au IIIe siècle, vers 228, par l'érudit et grammairien grec Athénée de Naucratis.

## Composition

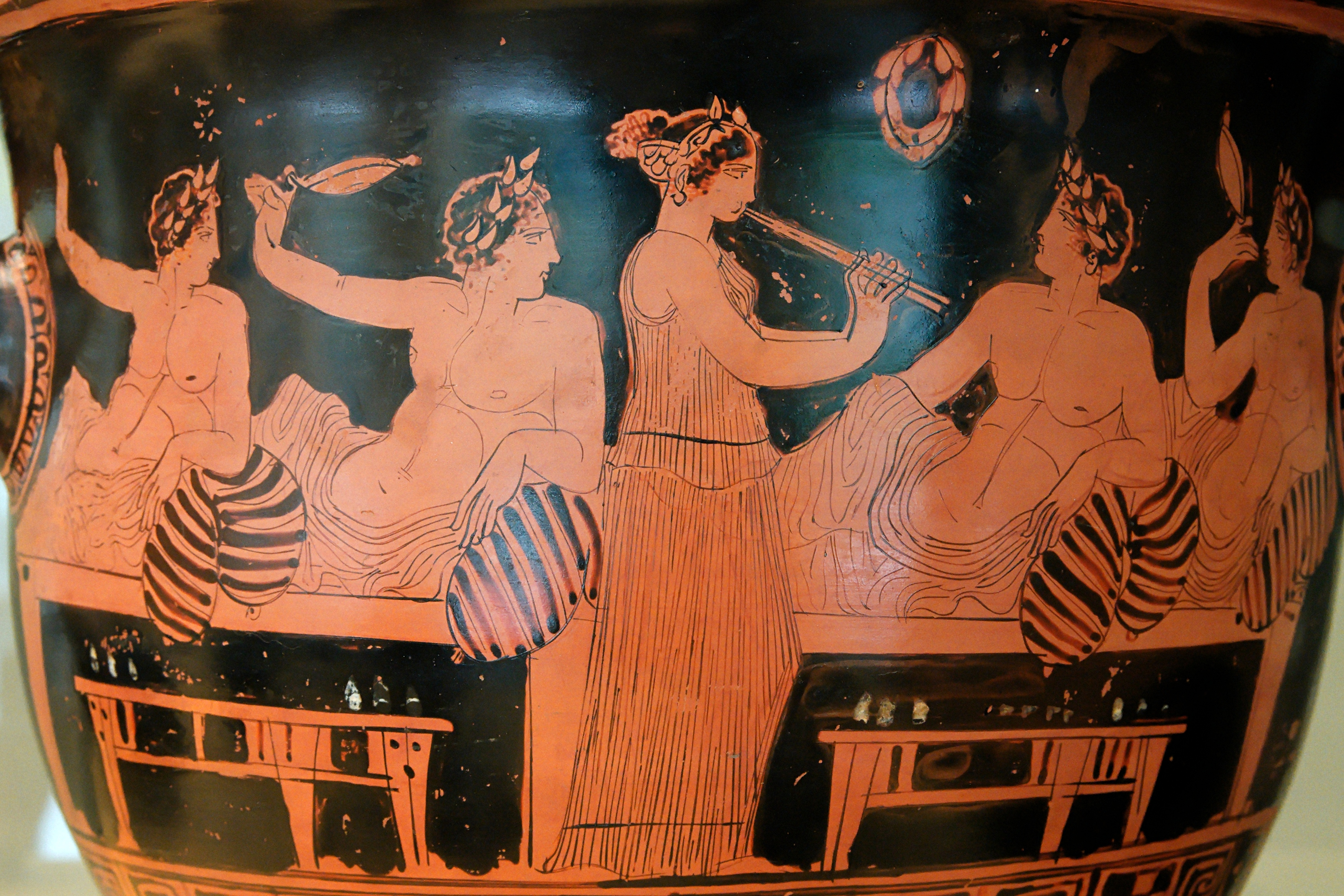
Les Deipnosophistes d'Athénée appartiennent à la tradition littéraire inspirée par l'usage du banquet grec. Banqueteurs jouant au cottabe pendant qu'une musicienne joue de l'aulos. Cratère en cloche du Peintre de Nicias, v.420 av. J.-C.

Les Deipnosophistes sont une série de conversations tenues lors d'un dîner fictif que l'ouvrage place à Rome, au début du IIIe siècle, avant la mort d'un personnage décrit comme « Galien » (soit en 199 selon l'ancienne date pour le Galien historique) et après la mort d'« Ulpien ». L'ouvrage comprend quinze livres au cours desquels Athénée, le narrateur, raconte à un interlocuteur nommé Timocrate les conversations du fameux dîner. Timocrate lui-même ne s'exprime qu'une seule fois, au début du livre I, mais Athénée s'adresse à lui au début et à la fin de la plupart des quinze livres. 
Le livre est essentiellement une collection d'anecdotes et de citations, sous le prétexte d'un banquet donné par le riche P. Livius Larensis, où les nombreux convives, fin lettrés, discutent de sujets variés. Ces convives sont aussi bien des auteurs contemporains que d'illustres disparus : ainsi Platon, dans son Théétète, avait ressuscité Protagoras pour les besoins de l'œuvre. Sont nommés Galien, Ulpien, Masurius Sabinus (l'un des auteurs du Digeste), Zoïle (critique d'Homère), Plutarque, etc. Les auteurs ainsi cités sont parfois à demi-déguisés par Athénée, par précaution : ainsi, Zoïle ne se préoccupe jamais dans l'œuvre de questions homériques, pourtant son seul titre de gloire ; Plutarque est présenté comme un simple grammairien ; Démocrite n'est pas mentionné comme natif d'Abdère mais de Nicomédie. Réunis autour d'une même table, ces auteurs discutent à coups de citations d'auteurs anciens sur un très grand nombre de sujets :
- Livre I : la littérature gastronomique, le vin et la nourriture dans l'œuvre d'Homère ;
- Livres II et III : les hors-d'œuvre et le pain ;
- Livre IV : l'organisation des repas et la musique ;
- Livre V : luxe et ostentation ;
- Livre VI : parasites et flatterie ;
- Livres VII et VIII : le poisson ;
- Livre IX : la viande et la volaille ;
- Livre X : la gloutonnerie, le vin ;
- Livre XI : les coupes ;
- Livre XII : les conventions sociales ;
- Livre XIII : l'amour ;
- Livre XIV : la musique, les desserts ;
- Livre XV : couronnes et parfums.

La compilation d'Athénée est précieuse, car on estime à 1 500 le nombre d'ouvrages cités, dont la grande majorité sont aujourd'hui perdus, pour environ 700 auteurs représentés. La plupart des citations sont attribuées à un auteur et référencées. Les citations longues ont probablement été relevées par Athénée directement, au cours de ses lectures : on ne connaît en effet aucune compilation de citations de ce type ; en revanche, les citations plus courtes, plus particulièrement celles qui touchent à la lexicographie et à la grammaire, sont probablement issues de sources de seconde main.
Les Deipnosophistes sont un outil précieux pour ce qui touche à la littérature et à la vie en Grèce dans l'Antiquité. Cet ouvrage est également une bonne source concernant les banquets grecs (symposiums), les plats qui y étaient servis et les spectacles qui y étaient proposés. C'est donc aussi un véritable traité de gastronomie, qui contient des informations sur les coutumes de table, les aliments, les menus, la vaisselle, le vin. Les digressions auxquelles se livrent les convives font passer sous nos yeux toute la société antique.

## La tradition manuscrite
L'œuvre d'Athénée nous est parvenue par l'intermédiaire d'un manuscrit byzantin, copié par Jean le Calligraphe à Constantinople au Xe siècle, apporté en Italie par Jean Aurispa au XVe siècle et acheté par le cardinal Bessarion. Conservé à la bibliothèque Saint-Marc de Venise, il est connu sous le nom de Marcianus Venetus 447 ou de Marcianus A. À ce codex composé de 370 folios manquent les deux premiers livres, le début du troisième, une partie du livre XV et quelques passages dispersés.
Ces carences sont palliées par un résumé byzantin tardif que la tradition nomme l'Épitomé. Il se concentre sur les citations contenues dans l'ouvrage, en laissant de côté la partie conversationnelle et en omettant souvent les références. Malgré tout, les philologues s'accordent à le reconnaître plus fidèle à l'original que le Marcianus A. Il est difficile à dater : le seul indice positif est qu'Eustathe de Thessalonique l'emploie largement quand il enseigne à l'école patriarcale de Constantinople, soit avant 1175. Enfin, le texte est complété par le Lexique d'Hésychios ou encore la Souda, encyclopédie byzantine de la fin du XIe siècle : ils ont préservé des versions différentes de la tradition manuscrite directe, et parfois préférables.
Enfin, le Marcianus A comporte une série de notes témoignant de Deipnosophistes en trente livres, au lieu des quinze connus actuellement, ce qui explique certaines incohérences dans le texte, et notamment dans la présentation des convives. Ce découpage est confirmé par des exemplaires du Lexique d'Hésychios qui attestent la connaissance de l'œuvre en trente livres.

## Éditions postérieures

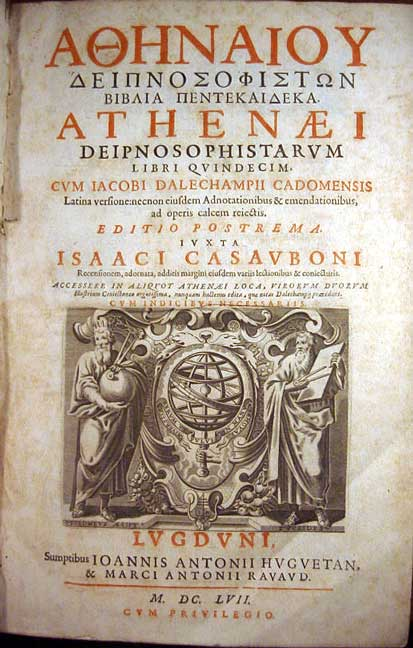
Édition Casaubon du XVIe siècle.

L'édition princeps d'Athénée date d'août 1514. Elle est due à Alde Manuce et se fonde sur un manuscrit établi par le Crétois Marco Musuro. Elle ne se rattache qu'indirectement au manuscrit Venetus A, alors inaccessible. Vite épuisée, cette édition, dite « l'Aldine », est suivie deux ans plus tard par l'édition de Christian Herlin, imprimée par Jean Walder de Bâle. En 1556, Andrea Arrivabene imprime à Venise la première traduction en latin d'Athénée, œuvre de Natalis Comes sur la base de l'Aldine. Cette première traduction latine, de médiocre qualité, est surpassée en 1583 par la traduction du médecin Jacques Daléchamps, fondée sur l'édition de Bâle. C'est cette dernière que choisit l'humaniste protestant Isaac Casaubon pour la mettre en regard de son édition des Deipnosophistes, publiée en 1597. Celle-ci marque une étape importante dans l'histoire de la transmission des œuvres grecques et latines. La pagination de Casaubon reste ainsi utilisée de manière courante depuis le XIXe siècle.
La première traduction d'Athénée en français est due à l'abbé Michel de Marolles, en 1680. De niveau médiocre, elle est suivie en 1789-1791 par celle de Jean Baptiste Lefebvre de Villebrune, qui se distingue par son acrimonie contre Casaubon. Au XIXe siècle, le Strasbourgeois Jean Schweighaeuser, les Allemands Karl Wilhelm Dindorf et Augustus Meineke marquent, par leurs éditions, l'histoire du texte d'Athénée. C'est enfin Georg Kaibel qui livre, en 1887-1890, l'édition considérée aujourd'hui comme celle de référence.
La traduction par Thierry Sandre intitulée le Chapitre XIII a reçu le prix Goncourt 1924.

#### Éditions
- Deipnosophistae, édition critique grec-latin par Schweighauser, 14 volumes, Strasbourg, 1801-1807.

#### Traductions en français
- Athénée de Naucratis, Natalis Comes (version latine) et Jacques Daléchamps (version latine) (trad. Michel de Marolles, ill. Michel de Marolles — portraits — et  Robert Nanteuil — gravures —), Les quinze Livres des deipnosophistes, Paris, [Impr.] Jacques Langlois, 1680, LXXII-1090 p., in-4 (lire en ligne).
- Le banquet des savants, trad. Jean Baptiste Lefebvre de Villebrune, 1789-1791, 5 vol. Trad. revue en partie par Adrien Hubert, Morceaux extraits du Banquet des savants d'Athénée, Hachette, 1828. Livres VII-IX, Morceaux choisis ; lire en ligne sur Gallica
- Mots de poissons. Le banquet des sophistes, livres 6 et 7, trad. Benoît Louiyest, Presses du Septentrion, 1956, rééd. 2009, 373 p.
- Les Deipnosophistes
  - t. I : livres I et II, éd. et trad. Alexandre-Marie Desrousseaux avec le concours de Charles Astruc, Paris, Les Belles Lettres, 1956, LXXIII-384 p.
- Les Deipnosophistes (traduction Remacle) .
- Anne-Marie Ozanam (trad., introd. et notes), Les Deipnosophistes, livre XII « Les Plaisirs », éd. bilingue, Paris, Les Belles Lettres, coll. « Classiques en poche », 276 p., 2025  (ISBN 978-2251456836)

#### Traduction en anglais
- (en) The Learned Banqueters, vol. I-VIII, traduction en anglais par S. Douglas Olson. Cambridge (MA) et Londres, Harvard University Press, « Loeb Classical Library », 2007-2012 (index général dans le tome VIII).

#### Études
- (en) Barry Baldwin, « Athenaeus and his work », dans Acta Classica, 19 (1976), p. 21-42. [lire en ligne (page consultée le 25 novembre 2023)]
- (en) David Braund & John Wilkins (Eds.), Athenaeus and his world : reading Greek culture in the Roman Empire. Exeter, University of Exeter Press, 2000.
- Alexandre-Marie Desrousseaux, « Introduction », dans Athénée, Les Deipnosophistes, Paris, Les Belles Lettres, « Collection des Universités de France », 2002 (1re éd. 1956) (ISBN 2-251-00068-2), p. I-LXVII
- Luciana Romeri, Philosophes entre mots et mets. Plutarque, Lucien et Athénée autour de la table de Platon. Grenoble, Jérôme Millon, coll. « Horos », 2002.
- Suzanne Saïd, Monique Trédé, Alain Le Boulluec, Histoire de la littérature grecque, Paris, PUF, coll. « Quadrige Manuels », 2019 [4e éd. mise à jour], 724 p. (ISBN 978-2-130-82079-6), p. 480-481 et passim